# Juan Zanelli

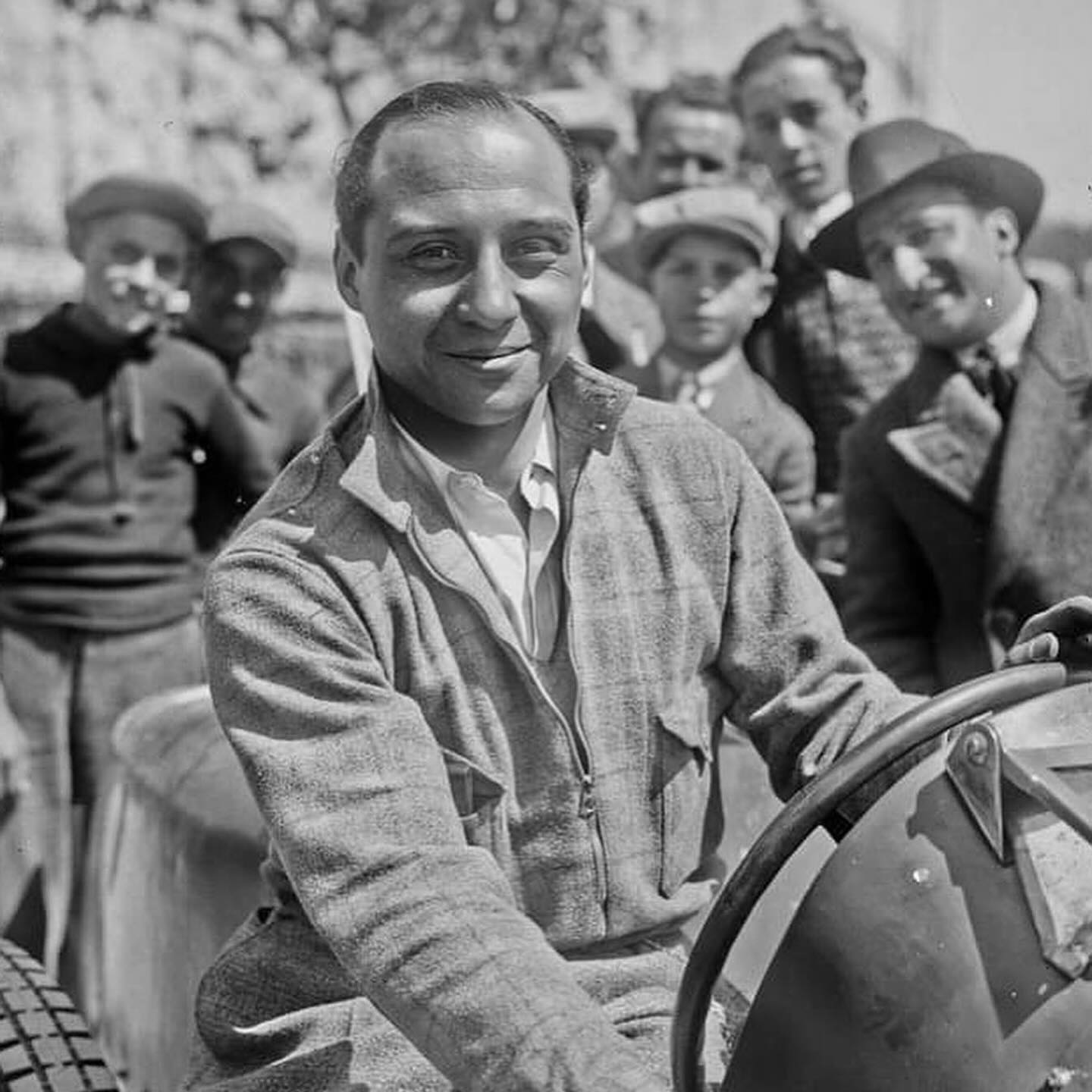
Juan Zanelli

Juan Ernesto Zanelli de Vescovi (* 1906 in Iquique, Chile; † 19. August 1944 in Toulouse, Frankreich) war ein chilenischer Automobilrennfahrer und Widerstandskämpfer im Zweiten Weltkrieg.

## Leben
Juan Zanelli wurde in der nordchilenischen Provinzstadt Iquique geboren. Er entstammte einer wohlhabenden Unternehmerfamilie. Sein Vater Nicolás Zanelli war aus Italien eingewandert und hatte, nachdem er sich am Rande der Atacama-Wüste niedergelassen hatte, Ende des 19. Jahrhunderts mit Salpeter-Handel ein Vermögen gemacht. Juan Zanellis Mutter war eine gebürtige Chilenin.
In den 1920er Jahren absolvierte Zanelli eine Ausbildung in der Schweiz. 1926 ließ er sich in der südfranzösischen Stadt Nizza nieder und übernahm dort für Chile die Funktion des Vizekonsuls. Zu Zanellis Umfeld gehörten in dieser Zeit zahlreiche europäische Aristokraten, die ihn mit dem Automobilsport in Kontakt brachten. 1927 begann er, auf Amateurniveau Autorennen zu fahren. Mit Ausnahme des Jahres 1932, das er überwiegend in Chile verbrachte, hatte Zanelli seinen Lebensmittelpunkt in den 1930er-Jahren in Frankreich.
Zanelli war nach dem Zweiten Weltkrieg in seiner Heimat weitgehend unbekannt; ein Zeitungsartikel aus dem Jahr 2008 betitelte ihn als „vergessenen chilenischen Helden“ („héroe chileno olvidado“). Erst eine 2007 erschienene Biografie machte die Öffentlichkeit wieder auf ihn aufmerksam.

## Motorsportkarriere
1927 fuhr Zanelli seine ersten Autorennen. Bis 1936 sind insgesamt 29 Teilnahmen an Grands Prix in Europa dokumentiert; Hinweise darauf, dass Zanelli auch Rennen in seinem Heimatland bestritten hätte, gibt es nicht. Eine Biografie hält Zanelli für den erfolgreichsten chilenischen Automobilrennfahrer noch vor Eliseo Salazar, der in den 1980er Jahren zwar mehrere Jahre für Werksteams in der Formel 1 antrat, aber anders als Zanelli keinen Großen Preis gewann.

### Anfänge

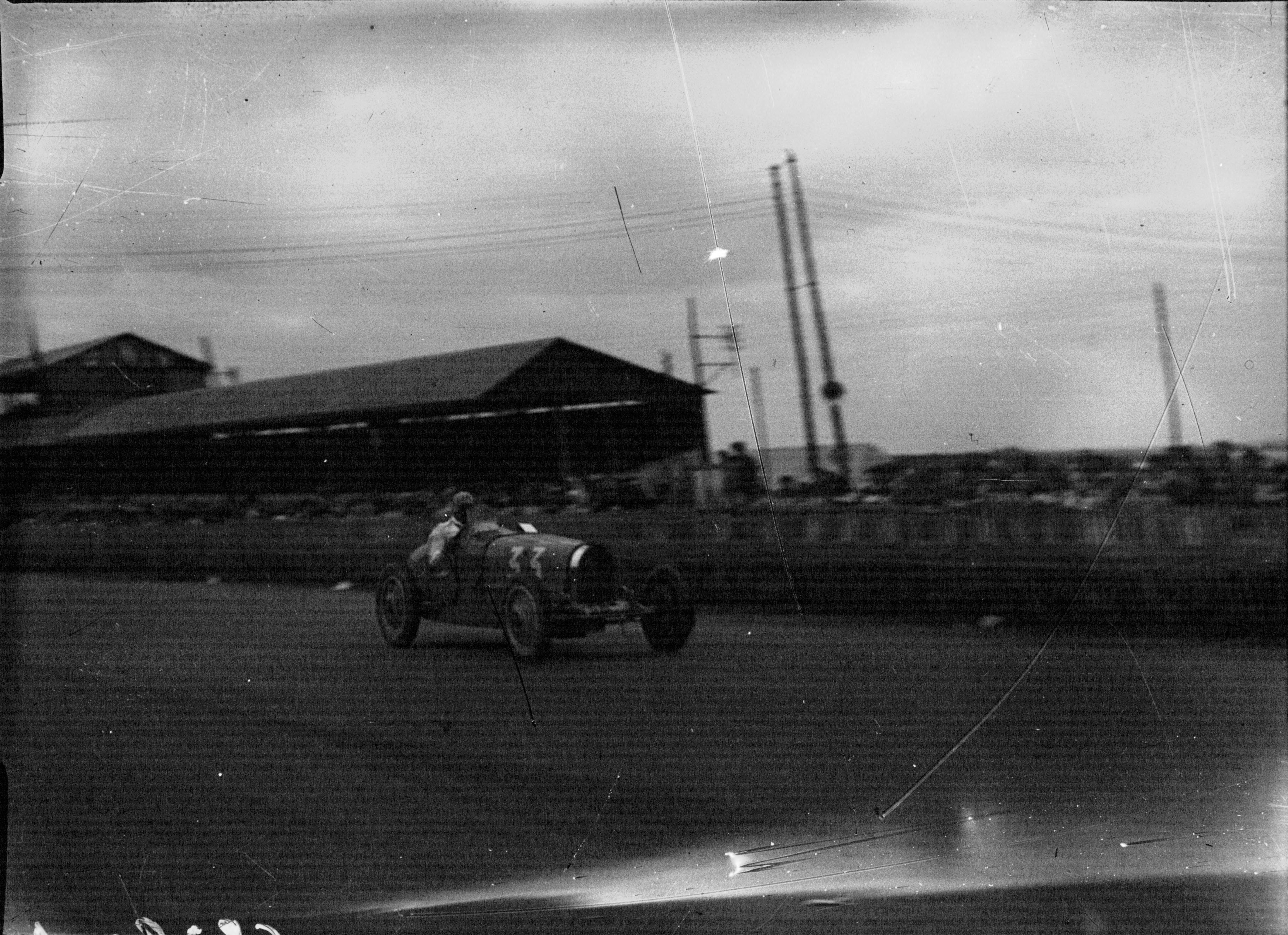
Juan Zanelli beim Bugatti Grand Prix 1929

Aus finanziellen Gründen ging Zanelli zunächst mit einem Fiat der Voiturette-Klasse an den Start, der mit den stärker motorisierten Rennsportwagen von Alfa Romeo oder Bugatti nicht konkurrieren konnte. Über einen spanischen Aristokraten lernte Zanelli Ettore Bugatti kennen, der ihm für 1928 einen gebrauchten, reparaturbedürftigen Rennwagen seiner eigenen Marke überließ. 1929 und 1930 gewann Zanelli jeweils den Bugatti Grand Prix, ein Markenrennen, das Bugatti selbst organisierte und an dem nur Amateure teilnahmen. 1930 bestand der Preis in einem fabrikneuen Bugatti-Chassis.
1930 bestritt Zanelli einige Große Preise in einem Bugatti Type 35 und erzielte zwei Podiumsplatzierungen. Beim Gran Premio di Alessandria wurde er Zweiter hinter Philippe Étancelin, und den Großen Preis von Frankreich beendete er als Dritter.

### Erfolge bei Bergrennen
1930 begann eine kurzzeitige Verbindung zu dem spanischen Automobilhersteller Nacional Pescara, der Zanelli für das 24-Stunden-Rennen von Le Mans meldete. Das Team trat dort aber letztlich nicht an. Allerdings fuhr Zanelli im folgenden Jahr für das Nacional-Pescara-Werksteam in der Europa-Bergmeisterschaft. Er bestritt sechs der acht Meisterschaftsläufe des Jahres und gewann das Kesselbergrennen am Bayerischen Kochelsee. Mit 18 Punkten gewann er die Meisterschaft vor seinem Teamkollegen Esteban Tort und Max von Arco-Zinneberg.
1932 meldete sich Zanelli nur für ein Rennen. Mit einem privat gemeldeten Nacional Pescara trat er beim Großen Preis von Monaco an und nahm am Training teil, startete zum Rennen letztlich aber nicht, weil der Wagen wegen eines Federbruchs nicht fahrbereit war.

### Große Preise

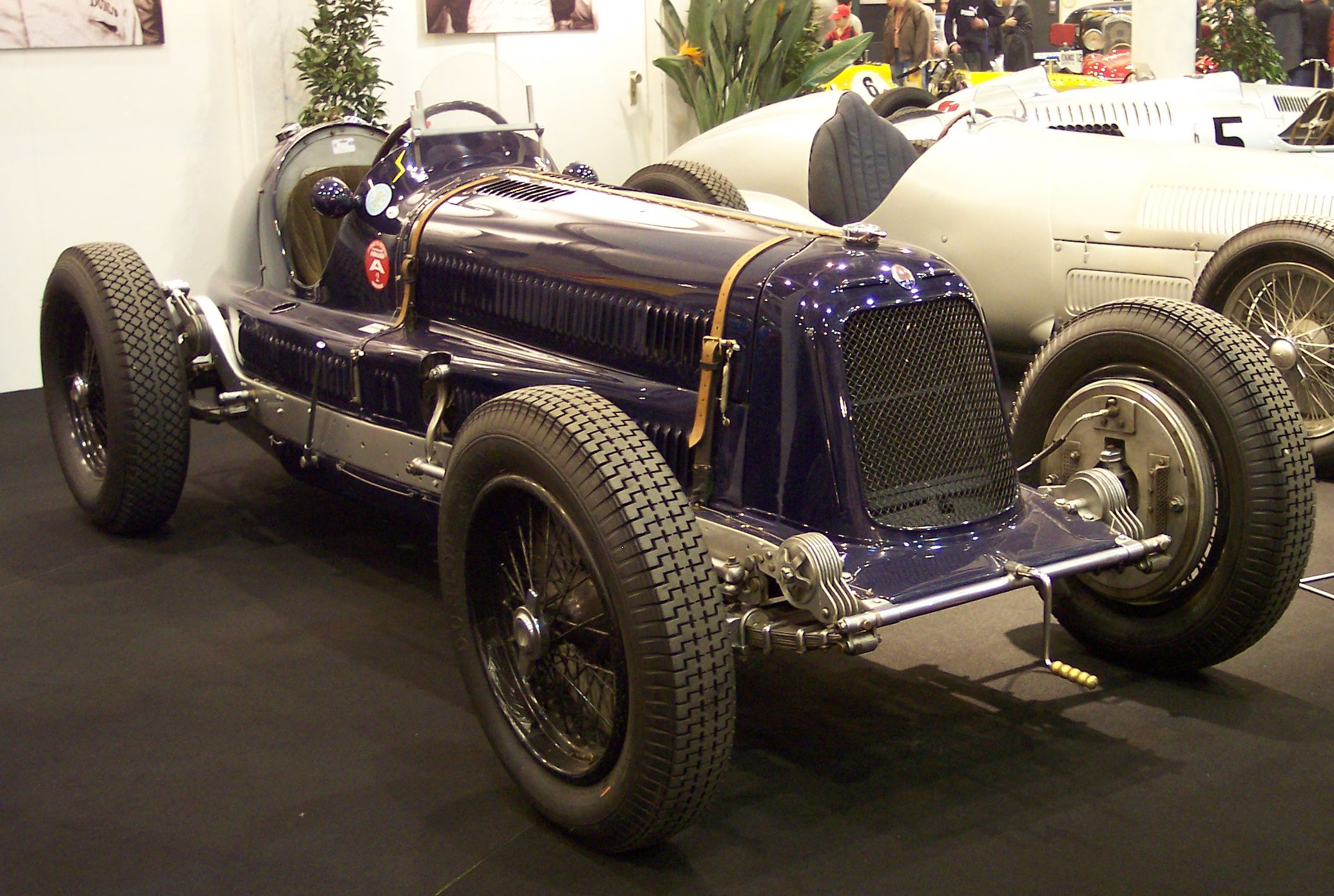
Maserati 8C

1933 ging Zanelli wieder bei einigen Großen Preisen an den Start. Auf einem privat eingesetzten Alfa Romeo 8C 2900 gewann er den Gran Premio de Penya Rhin auf dem Circuit de Montjuïc in Barcelona. Zanelli war damit der erste Chilene, der einen Großen Preis gewann. In den folgenden Jahren schlossen sich einige weitere Grand-Prix-Teilnahmen an, wobei Zanelli sich 1934 und 1935 weitgehend auf Rennen in Frankreich und Nordafrika beschränkte. Siege erzielte Zanelli bei Großen Preisen nicht mehr, allerdings gewann er bis 1935 noch einige Bergrennen. 1936 trat er nur noch bei zwei Großen Preisen in Deutschland an. Beim ADAC Eifelrennen fuhr er einen Maserati 6C für die Scuderia Torino. Hier kam er als Zehnter ins Ziel. Zanellis letztes Automobilrennen war der Große Preis von Deutschland 1936, den er für die Scuderia Villapadierna auf einem älteren Maserati 8CM bestritt. Auf der Nordschleife des Nürburgrings ging er als 19. und – vor Raymond Sommer – Vorletzter ins Rennen. Nach nur einer Runde fiel er nach einem Defekt an der Treibstoffzufuhr aus.

## Résistance
Während des Zweiten Weltkriegs schloss sich Zanelli der französischen Résistance an. Dabei nahm er regional eine aktive Rolle ein. Er starb am 19. August 1944 bei einer Schießerei zwischen Deutschen und der Résistance im Zuge der Befreiung von Toulouse; einige Quellen gehen von einer Beteiligung der Gestapo aus.